# Wild-Nunatakker
Die Wild-Nunatakker sind eine kleine und isolierte Gruppe von Nunatakkern im ostantarktischen Königin-Marie-Land. Sie ragen zwischen 0,1 und 0,9 km vor der Westflanke des Denman-Gletschers gegenüber dem Jones Ridge auf.
Namensgeber ist der britische Polarforscher Frank Wild (1873–1939), Leiter der Westbasis der Australasiatischen Antarktisexpedition (1911–1914), der durch das Hissen des Union Jack und die Flagge Australiens dieses Gebiet formal im Namen von König Georg V. für das Commonwealth of Australia in Besitz nahm.